# L'Inconnue des cinq cités
Pour plus de détails, voir Fiche technique et Distribution.
L'Inconnue des cinq cités est un film italo-germano-austro-britannique, dont la partie française, tournée à Paris, a été réalisée par Emil-Edwin Reinert, sorti en 1951.

## Synopsis
Lorsque l'Anglais Bob Mitchell quitte sa maison de longue date en Amérique pour s'enrôler dans la Royal Air Force, ses expériences de combat exténuantes entraînent une perte de mémoire. Comme Bob n'a pas de plaque d'identité, les médecins le rapatrient sans le savoir en Amérique, où la rédactrice en chef du magazine Lesley apprend son état. Tout ce dont Bob se souvient, ce sont cinq femmes de différentes villes européennes, alors le magazine parraine un voyage pour qu'il visite chacune, en espérant qu'il apprendra des détails cruciaux sur son identité.

## Fiche technique
Source : IMDb, sauf mention contraire
- Titre français : L'Inconnue des cinq cités
- Titre original : A Tale of Five Cities
- Réalisateurs : 
  - Emil-Edwin Reinert (segment Paris)
  - Montgomery Tully (segment Londres)
  - Wolfgang Staudte (segment Berlin)
  - Romolo Marcellini (segment Rome)
  - Géza von Cziffra (segment Vienne)
  - Irma von Cube
- Auteurs : Maurice J. Wilson et Alexander Paal
- Scénaristes : 
  - Jacques Companéez  (segment Paris)
  - Patrick Kirwan (segment Londres)
  - Günther Weisenborn (segment Berlin)
  - Richard Llewellyn (segment Rome)
  - Piero Tellini (segment Vienne)
- Musique : Joe Hajos, Francesco Mander, Hans May
- Directeur de la photographie : Ludwig Berger,  Friedl Behn-Grund, Roger Dormoy, Giuseppe La Torre, Gordon Lang[1]
- Montage : Maurice Rootes
- Direction artistique : Jean d'Eaubonne, Fritz Jüptner-Jonstorff, Walter Kutz, Robert Renzo, Don Russell
- Format : Noir et blanc - 1,37:1 - 35 mm  - Son mono
- Pays d'origine : Italie - Allemagne de l'Ouest - Autriche - Royaume-Uni
- Genre : Film dramatique - romance - guerre
- Durée : 86 minutes
- Dates de sortie :	
  -  Royaume-Uni : 1er mars 1951 à Londres
  -  Autriche : 28 mai 1954

## Distribution
- Bonar Colleano : Robert 'Bob' Mitchell, un soldat devenu amnésique à la suite d'une blessure de guerre
- Anne Vernon : Jeannine Meunier, une jeune femme avec laquelle il a vécu une histoire d'amour à Paris
- Raymond Bussières : le frère de Jeannine
- Annette Poivre : Annette
- Claire Gérard : la voisine de Jeannine
- Dany Dauberson
- Gina Lollobrigida : Maria Severini
- Barbara Kelly  : 	Lesley - un éditeur de magazine américain
- Karin Himboldt : Charlotte Smith
- Lily Kann :  Charlady
- Danny Green :  Levinsky
- Carl Jaffe :  le frère de Charlotte
- MacDonald Parke : l'éditeur de magazine New York
- Althea Orr : Matron
- Lana Morris : Delia Morel Romanoff
- Eva Bartok : Kathaline Telek
- Geoffrey Sumner : Wingco
- Philip Leaver : Officiel italien
- Charles Irwin : Éditeur de Londres
- Arthur Gomez : Carabinier
- Andrew Irvine : Jimmy
- Vera Molnar
- O.W. Fischer
- Terence Alexander
- Marcello Mastroianni : Aldo Mazzetti
- Enzo Staiola : un garçon
- Liliana Tellini
- Lamberto Maggiorani
- Ivan Craig
- Reinhard Kolldehoff : Nazi  (non crédité)